# Jens Thomas Arnfred
Jens Thomas Arnfred (født 22. februar 1947 på Frederiksberg) er en dansk arkitekt og debattør, der er en af partnerne i Tegnestuen Vandkunsten, som han var medgrundlægger af. Vandkunsten var blandt kritikerne af modernismens fremmedgørende montagebyggeri og var pionerer inden for tæt-lav-bebyggelser med bedre nærmiljøer og nye boformer, herunder særligt bofællesskaber.
Arnfred er søn af arkitekt, professor Tyge Arnfred og lærer Annegrete Egeskjold. Han blev student 1966 fra Statens Studenterkursus og gik på Kunstakademiets Arkitektskole 1967-70. Han var medlem af musikgruppen Kajs Camping 1967-73 og af teatergruppen Comedievognen 1966-69. 
Han har været censor ved Kunstakademiets Arkitektskole 1981, professor i byggnadsplanering ved Chalmers Tekniska Högskola, Göteborg 1986, professor i bygningskunst ved Kunstakademiets Arkitektskole 1995 og gæsteprofessor i Tuns, Halifax, Canada 1985 samt University of Valparaiso, Chile 2002. Han optræder i arkitekturdebatten og har bl.a. udarbejdet projekter for fornyelse af Christiania, som han også har været rådgiver for.
Jens Thomas Arnfred forlod i 2015 partnerkredsen i Tegnestuen Vandkunsten og grundlagde Tegnestuen Kanalen i København.